# يوهان جودنوس
يوهان جودنوس (بالألمانية: Johann Gudenus)‏ (من مواليد 20 يوليو 1976) هو سياسي نمساوي سابق شغل منصب نائب زعيم حزب الحرية بعد قضية إيبيزا، استقال جودنوس من جميع المناصب السياسية.